# Арок, Фрэнк
Ференц «Фрэнк» Арок (серб. Ференц Арок 20 января 1932, Канижа  — 12 января 2021, Суботица, Воеводина, Сербия) — югославский и австралийский футболист и тренер.

## Биография
Арок играл за югославский клуб «Единство Стара-Пазова» в 1950-х годах, по окончании карьеры начал тренерскую деятельность. В начале 1960-х годов Арок тренировал «Нови-Сад» и «Войводину», был помощником Бранко Станковича, затем переехал в Австралию.
В Австралии Арок тренировал «Сейнт Джорджс Сейнтс», а также ряд других клубов. Однако наиболее известен как тренер национальной сборной Австралии. Под руководством Арока Австралия сыграла 89 (48 официальных) матчей в период с 1983 по 1989 год, в том числе выступила на Олимпийских играх, вышла из группы, обыграв югославов и нигерийцев, уступила в 1/4 финала сборной СССР. 30 ноября 1988 года Австралия неожиданно проиграла со счётом 1:0 Фиджи. В 1990 году по случаю Дня Австралии Ароку был вручён Орден Австралии за «заслуги перед футболом, в частности, в качестве тренера национальной сборной Австралии». Его последним местом работы была молодёжная команда «Перт Глори», которую он тренировал в период с 2001 по 2003 год. Затем Арок вернулся в Сербию со своей женой, где вышел на пенсию.
Фрэнк Арок умер 12 января 2021 года в возрасте 88 лет.